# Оклахома (округ Вестморланд, Пенсилванија)
Оклахома (енгл. Oklahoma, Westmoreland County) град је у америчкој савезној држави Пенсилванија.

## Демографија
По попису из 2010. године број становника је 809, што је 106 (-11,6%) становника мање него 2000. године.
| Група             | 2000.       | 2010.       |
| Белци             | 903 (98,7%) | 791 (97,8%) |
| Афроамериканци    | 6 (0,7%)    | 6 (0,7%)    |
| Азијати           | 0 (0,0%)    | 2 (0,2%)    |
| Хиспаноамериканци | 2 (0,2%)    | 5 (0,6%)    |
| Укупно            | 915         | 809         |